# 춘추 시대

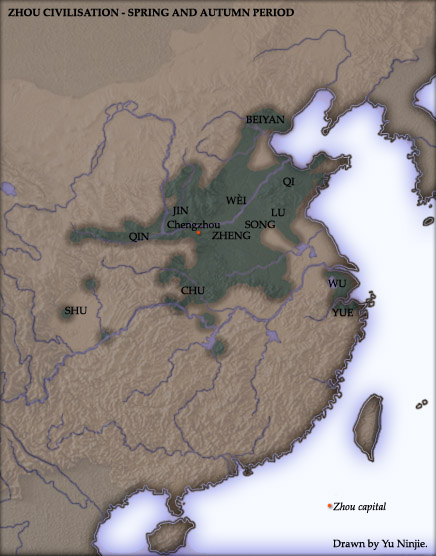
동주 시대 (기원전 771~256)

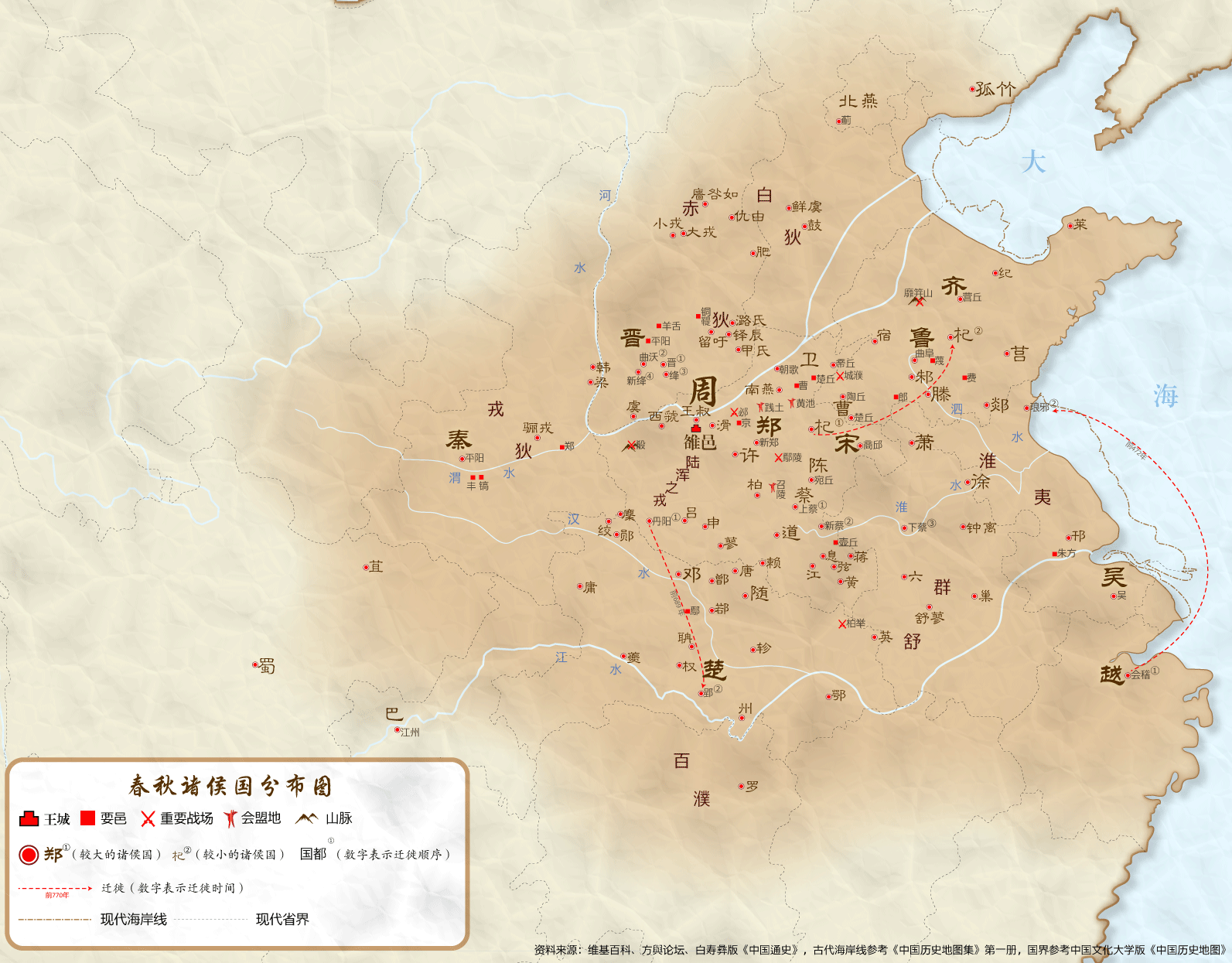
주나라 시기 제후 분포도

춘추 시대(중국어: 春秋時代, 병음: Chūnqiū Shídài, 영어: Spring and Autumn period, 기원전 770~403)는 중국의 역사에서 기원전 770년에서 기원전 403년 사이 시기를 말하며, 주나라의 동천 이후 진나라의 중국 통일까지 시기를 부르는 춘추 전국 시대 전반기에 해당한다. 이 이름은 공자가 지은 《춘추》(春秋)에서 유래했다. 춘추 시대와 전국 시대 경계는 춘추 시대에 열국의 강국 진(晋)이 조·위·한 3국으로 분열해서 동주가 정식으로 승인한 기원전 403년까지로 잡는 게 보통이다. 그러나 진의 집정하에 있던 지백(知伯)을 멸망시키고 사실상 3국의 분립이 성공한 기원전 453년으로 올려 잡는 설도 있다.
중국의 고대 춘추 시대 제후 간 회맹(會盟)의 맹주를 춘추오패(春秋五覇)라 하는데, 제(齊) 환공, 진(晉) 문공, 초(楚) 장왕, 오(吳) 합려, 월(越) 구천이 있다. 한편 진 목공, 송 양공, 오왕 부차 등을 꼽는 경우도 있다.

## 개요
기원전 770년 주(周)나라가 낙읍(洛邑)으로 동천(東遷)하고 나서 기원전 221년 진(秦)이 중국을 통일할 때까지, 여러 제후가 대립 항쟁한 시대를 춘추전국시대라 칭하고, 그 전반기인 기원전 770~403을 춘추 시대라 한다. 이 시기에 주(周)나라가 본가인 봉건제도는 붕괴되기 시작하고 있었다. 주의 동천 후 강국은 근처의 소국을 병합하여 도시국가에서 영토국가로 발전해 갔다. 서주(西周)말에 1800개 가까이 되던 국가는 춘추 시대 중기에는 수십 국으로 감소되었다. 춘추 시대 초기에 진(晉)이나 초(楚)는 근처의 도시국가를 정복하면 부하에게 그 토지를 영지로 주지 않고 현(縣)이라 이름붙여 국왕의 직할지로 만들었다. 이와 같이 봉건적 질서가 파탄된 가운데서도 희미하게나마 주(周)의 종주권으로서의 명목을 지킨 것은 패자(覇者)의 힘이다. 패자는 회맹(會盟)을 주최하여 이민족의 침입을 막고, 주(周) 왕실을 존중하고 숭배하여 소위 존왕양이(尊王攘夷)의 명목으로 중원을 통제했다. 제(齊)나라 환공(桓公)의 규구(葵丘)의 회(기원전 651년), 진(晋)나라 문공(文公)의 천토(踐土)의 회(기원전 632년)가 그것이다. 그러나 남방의 초(楚)는 중원에 진출하여 진(晋)을 격파하고(기원전 597년) 패업을 이룩했지만, 패자의 성격도 달라져서 주나라 왕실은 아주 무시되었다. 초의 장(莊)왕이 주실의 왕위의 상징인 ‘큰솥의 무게를 묻는다’(이는 장왕이 주나라 천자 자리를 노리려는 의도의 표시였다고 한다)라고 한 말이 그 예이다. 춘추 시대는 봉건제로부터 군현제로, 도시국가에서 영토국가로, 지방분권에서 중앙집권으로 이행되는 과도기였다. 또, 춘추 중기에는 철제농구가 출현하여 심경제초(深耕除草)가 용이하게 되고 생산력은 증대해 갔다. 철제농구의 보급은 전국 시대에 내려와야 되지만 씨족적인 질서를 분해하고 계급 분화를 촉진했다. 토지 소유는 공동체적 집단 경작으로부터 개별적 경영으로 이행하고, 세제도 영주 직영지라는 노동 지대(地代)의 형태로부터 자작농의 현물지대 수납으로 변화해 갔다. 이와 같은 변화는 춘추 시대, 전국 시대를 통하여 점진적으로 진행되었기 때문에 일관된 역사적 시점에서 고찰해야 한다는 견해가 있다.

## 춘추 시대 말기의 정세
춘추 시대의 말기가 되자 북의 진(晉), 남의 초(楚)가 권세를 잃게 되는 사태가 발생한다. 그 중의 하나로 양쯔강(揚子江) 하류의 남쪽에 오(吳)와 월(越)의 두 나라가 갑작스럽게 발흥하게 된다. 이 두 나라의 역사에 대해서는 거의 알 수 없으나, 춘추 시대의 후반이 되면 우선 오가 역사에 등장한다. 북의 진(晋)은 초(楚)의 북진을 견제하기 위해서 오의 군사적인 근대화를 원조했다. 그로 인하여 오는 초의 도읍을 함락시킬 정도가 되었고 초는 오의 남쪽에 있는 월과 동맹을 맺어 오를 공략하게 했다. 그 결과, 오와 월 사이에서는 사투가 되풀이되었다. 이것이 ‘와신상담(臥薪嘗膽)’이라고 불리고 있는 유명한 고사(故事)가 된다. 그 결과, 오왕 부차(夫差)는 패하여 자살하고, 오는 멸망한다.
승리를 한 월왕 구천(句踐)은 세력을 북방으로 진출시켜 산둥(山東)이나 허난성(河南省) 남동부의 여러 나라를 그 산하(傘下)에 거두어들이고, 한때 도읍을 낭야(琅邪)에 옮기기도 했다. 또한 오 역시 왕 부차가 노(魯)와 제(齊)를 무찌르고, 기원전 482년에는 황지(黃池)에 제후들을 모아 놓고 그 자리에서 진(晋)과 회맹의 주도권을 다투었다. 이 두 나라의 땅은 일찍이 기원전 4000년경에 수도경작(水稻耕作)의 신석기(新石器) 문화가 발달한 지역이었지만, 은(殷)으로부터 서주시대에 걸쳐서는 거의 이렇다 할 문화도 없이 잊혀져버린 지역이었다. 춘추의 후반이 되어 갑작스럽게 이 두 나라가 출현하여, 한때는 진이나 초를 능가하는 형세를 나타내게 된 것은 어떠한 이유 때문인지 분명히 밝혀져 있지 않다. 오의 영역을 병합한 월도 역시 얼마 안 가서 쇠망해버렸는데, 그 이유에 대해서도 분명히 밝혀져 있지 않다.
한편, 북의 진의 내부에는 나라가 분열될 사태가 일어나고 있었다. 그 이유는 범(范), 중행(中行), 지(知), 조(趙), 위(魏), 한(韓) 등, 6귀족의 발호(跋扈) 때문이다. 진의 공족(公族)이 아닌 범, 중행 등의 귀족은 멀리 떨어진 곳의 토지가 주어졌기 때문에 상당히 자유로이 주위의 토지를 손에 넣어 자기의 세력을 증대시켜 오히려 진의 공족 출신 귀족을 누르고 정치의 실권을 장악했다. 더구나 진나라에는 행정 조직 등도 거의 없어서, 이들 6대 귀족에 의하여 정치가 행해지게 된다. 진후(晋侯)의 지위는 오히려 실제적인 힘이 없어, 직접 지배하는 지역은 6귀족 중의 하나에도 미치지 못하게 되었다. 그로 인하여 문공(文公) 이래 북부 제후(諸侯)의 중심이면서도 국내적으로는 분열의 방향으로 나아갔다. 이 6귀족은 진후를 정치로부터 배제해 나가면서 한편으로는 세력을 다투어, 범씨(范氏)와 중행씨(中行氏) 등 2가(家)가 다른 4가에 의해 멸망하고, 그 영지는 분할되었다.
또한 기원전 453년에는 한, 위, 조 등 3씨가 가장 강대해진 지씨(知氏)를 공략하여 사실상 진을 3등분하여 독립하였다. 이와 같이 귀족이 제후를 억누르고 그 나라의 정치의 실권을 장악하는 현상은 노(魯)나 제(齊)에서도 찾아볼 수 있으며, 춘추 시대 후반의 일반적인 경향이었다.국제적인 외교도 기원전 546년의 송(宋)의 화평회의 등에서 볼 수 있는 바와 같이 거의 모두 귀족들의 손에 의해서 행해졌다. 한·위·조 등 3씨는 기원전 403년에 주왕(周王)에 의해 제후로서 인정받게 되지만, 실제로는 기원전 453년 이래 독립국으로서 행동하고 있다. 춘추 시대를 통하여 유력한 대국으로서 제후를 통제해 온 진이 사실상 멸망한 이 해를 고비로 하여 그 전을 춘추 시대, 그 후를 전국 시대라고 부른다.

## 같이 보기
- 춘추오패
- 춘추전국 시대
- 전국 시대

## 참고 문헌
- 이 문서에는 다음커뮤니케이션(현 카카오)에서 GFDL 또는 CC-SA 라이선스로 배포한 글로벌 세계대백과사전의 내용을 기초로 작성된 글이 포함되어 있습니다.